# Kulturåret 1717

## Händelser
- 17 maj – Voltaire fängslas. Under tiden i fängelset skriver han sin första pjäs, Oedipe.

## Födda
- 19 februari - Gottlob Siegmund Gruner (död 1779), brittisk skådespelare och teaterchef.
- 18 maj - Jean Eric Rehn (död 1793), svensk arkitekt och gravör.
- 14 juli - Magnus Adlerstam (död 1803), svensk ämbetsman och en av stiftarna av Kungliga Musikaliska Akademien.
- 2 augusti - Carl Aurivillius (död 1786), svensk språkforskare, översättare och orientalist.
- 17 september - Gottlieb Wilhelm Rabener, (död 1771), tysk författare och satiriker.
- 24 september - Horace Walpole (död 1797), brittisk författare.
- 9 december - Johann Joachim Winckelmann (död 1768), tysk arkeolog och konsthistoriker.
- okänt datum - Lisa Söderman-Lillström (död 1791), svensk skådespelare och sångerska.
- okänt datum - Jacques Adrien Masreliez (död 1806), franskfödd svensk ornamentsbildhuggare.
- okänt datum - Kristian Knöppel (död 1800), svensk skådespelare, översättare och pjäsförfattare
- okänt datum - Henrik Philip Johnsen (död 1779), svensk tonsättare, cembalist, organist och kapellmästare.

## Avlidna
- 13 januari - Maria Sibylla Merian (född 1647), tysk konstnär.
- 16 januari - Elias Brenner (född 1647), svensk konstnär, numismatiker och fornforskare.
- 5 april - Jean Jouvenet (född 1644), fransk målare.
- 9 juni - Madame Guyon (född 1648), fransk författare och mystiker.